# Kolima
Kolima (rusko Колыма́, latinizirano: Kolima) ali Kolimski kraj (Колымский край, Kolimski kraj) je zgodovinska regija na ruskem Daljnem vzhodu, ki vključuje porečje reke Kolime, severne obale Ohotskega morja ter Kolimsko višavje. Kolimo na severu omejujeta Vzhodnosibirsko morje in Arktični ocean, na jugu pa Ohotsko morje. Kolimska regija ni bila nikoli uradno opredeljeno kot taka in bila v zgodovini razdeljena med različne upravne enote. Od leta 2023 je sestavljena približno iz Magadanske oblasti, severovzhodnih območij Jakutije in okrožja Bilibinski v Avtonomnem okrožju Čukotka. 
Območje, katerega del je znotraj polarnega kroga, ima subarktično podnebje z zelo mrzlimi zimami, ki trajajo do šest mesecev na leto. Velik del regije pokrivata permafrost in tundra. Povprečne zimske temperature se gibljejo od −19 do −38 °C. V notranjosti so še nižje. Povprečne poletne temperature so od 3 do 16 °C. V regiji so bogate zaloge zlata, srebra, kositra, volframa, živega srebra, bakra, antimona, premoga, nafte in šote. Na polici Ohotskega morja je bilo ugotovljenih 29 območij možnega kopičenja nafte in plina. Skupne zaloge goriv so ocenjene na 3,5 milijarde ton, vključno z 1,2 milijarde ton nafte in 1,5 milijarde m3 zemeljskega plina.
Glavno mesto Magadan ima skoraj 100.000 prebivalcev in je največje pristanišče v severovzhodni Sibiriji. Ima veliko ribiško floto in je s pomočjo ledolomilcev odprto vse leto. Magadan povezuje bližnje letališče Sokol. Industrijsko bazo mesta tvori veliko javnih in zasebnih podjetij, rudniki zlata, tovarne testenin in mesnih proizvodov, ribolov in destilarna.

## Prazgodovina
Med arheološkimi raziskavami paleolitskih najdišč na Angari je bilo leta 1936 odkrito edinstveno kamenodobno najdišče Buret, kjer so našli antropomorfno skulpturo, lobanje nosorogov ter površinska in polpodzemna bivališča. Hiše so bile po eni strani enake evropskim paleolitskim hišam, po drugi pa etnografsko raziskanim hišam Eskimov, Čukčev in Korjakov.
Avtohtona ljudstva te regije so Evenki, Korjaki, Jupiki, Čukči, Oroči, Čuvani in Itelmeni, ki so tradicionalno živeli od ribolova ob obali Ohotskega morja ali od reje severnih jelenov v dolini reke Kolime. 

## Zgodovina
Pod vladavino Josifa Stalina je Kolimski gulag postal najbolj razvpita regija za delovna taborišča - gulage. Med letoma 1932 in 1954 je na poti do tega območja in v gulagih med rudarjenjem zlata, sekanjem lesa ter gradnjo cest in naselij umrlo več deset tisoč ljudi. Aleksander Solženicin, avtor knjige Arhipelag Gulag, je Kolimo opisal kot "polje mraza in okrutnosti". Vsem tistim, ki so umrli v taboriščih za prisilno delo na Kolimi, je v Magadanu postavljen spomenik Maska žalosti in nedavno cerkev Kristusovega rojstva.

### Ustanavljanje delovnih taborišč
V začetku 20. stoletja so v regiji odkrili zlato in platino. V času industrializacije ZSSR, začenši s prvim petletnim načrtom Josifa Stalina za leta 1928–1932, je imela država velike potrebe po kapitalu za financiranje gospodarskega razvoja. Zdelo se je, da so bogati viri zlata na tem območju pravi vir za zagotavljanje tega kapitala. Za organizacijo izkoriščanja območja je bila ustanovljena vladna agencija Dalstroj (akronim za Agencija za gradnje na daljnem severu). V začetnem obdobju razvoja Kolime je bil vanj vključen sovjetski kazenski sistem z velikim številom zapornikov, predvsem tistih, ki so se upirali kolektivizaciji. Ti zaporniki so bili lahko dostopna in cenena delovna sila. 
Začetna prizadevanja za razvoj regije so se začela leta 1932 z izgradnjo mesta Magadan, zgrajenega s  prisilnim delom. Pred tem se je s prisilnim delom gradil predvsem Belomorsko-Baltski prekop. Po naporni vožnji z vlakom v neogrevanih vagonih po Transsibirski železnici so zapornike izkrcali v enem od več tranzitnih taborišč, kakršna je bila na primer Nahodka in kasneje Vanino. Zapornike so vozili tudi po morju do naravnega pristanišča, izbranega za gradnjo Magadana. Med plovbo je na natrpanih zaporniških ladjah veliko ljudi umrlo. 
V pripovedih je tudi nekaj neresnic. Za ladjo SS Džurma, v jeseni leta 1933 ujeto v led, se je govorilo, da je priplula šele spomladi naslednjega leta. Na njej naj bi bili le posadka in stražarji, 12.000 ujetnikov pa naj bi zmrznilo. Kasneje se je Izkazalo, da se ta incident, o katerem so obsežno poročali na Zahodu, ni mogel zgoditi, saj je bila ladja Džurma v sovjetskih rokah šele od sredine leta 1935.
Leta 1932 so se odprave prebile v notranjost Kolime in začele graditi kolimsko cesto, ki naj bi postala znana kot Cesta kosti. Na območju nenaseljene tajge je bilo sčasoma zgrajenih okoli 80 taborišč. 
Prvi direktor kolimskih taborišč je bil Eduard Berzin, častnik Čeke. Berzin je bil leta 1937 odstavljen in v času velikih čistk v ZSSR ustreljen. 

#### Arktična taborišča
Na vrhuncu čistk okoli leta 1937 pripoved Aleksandra Solženicina opisuje poveljnika taborišča Naftalija Frenkela, kako vzpostavlja nov zakon arhipelaga: "Iz jetnika moramo v prvih treh mesecih iztisniti vse – potem nam ni več potreben". O takšnem ravnanju, razen v Solženicinovih špekulacijah, ni nobenega dokaza. Sistem težkega dela in pičle hrane je večino zapornikov resnično spremenil v nemočne "umirajoče", sicer pa so bili pogoji v taboriščih  zelo odvisni od stanja v državi. 
Številni zaporniki na Kolimi so bili akademiki ali intelektualci. Med njimi je bil ukrajinski matematik Mihajlo Pilipovič Kravčuk, do zgodnjih 1930-ih zelo priznan na Zahodu. Po skrajšanem sojenju so ga, očitno zaradi nenaklonjenosti sodelovati pri obtožbah nekaterih njegovih kolegov, poslali na Kolimo, kjer je leta 1942 umrl. Trdo delo v delovnem taborišču, ostro podnebje in skromna hrana, slabo zdravje in obtožbe s strani večine njegovih kolegov, so terjali svoj davek. Kravčuk je umrl v Magadanu. Kravčukov zadnji članek je bil objavljen malo po njegovi aretaciji leta 1938, potem pa je bilo njegovo ime izbrisano iz vseh knjig in revij.
Število zapornikov v Kolimi se je znatno povečalo leta 1946 s prihodom na tisoče nekdanjih sovjetskih vojnih ujetnikov, ki so jih osvobodile zahodne zavezniške sile ali Rdeča armada ob koncu druge svetovne vojne. Tisti, ki so bili obsojeni za sodelovanje s sovražnikom, so pogosto prejeli deset ali petindvajset let zapora v gulagu, vključno s Kolimo.
Bilo je tudi nekaj izjem. Govorice, da so sovjetski agenti v Združenih državah Amerike ujeli izumitelja Leona Sergejeviča Termena in ga prisilili, da se vrne v Sovjetsko zvezo, so lažne, ker se je v Sovjetsko zvezo vrnil prostovoljno. Josif Stalin je ukazal Teremina zapreti v Butirki v Moskvi. Od tam so ga poslali delat v rudnike zlata v Kolimi. Po svetu so začele na široko krožiti govorice o njegovi usmrtitvi, čeprav je bil v resnici poslan na delo v šaraško, tajni raziskovalni laboratorij, kjer je delal  skupaj z drugimi znanstveniki in inženirji, vključno z letalskim konstruktorjem Andrejem Tupoljevim in raketnim znanstvenikom Sergejem Koroljovim. Sovjetska zveza je Teremina rehabilitirala leta 1956. 
V Kolimi so po letu 1954 delali večinoma svobodni državljani, leta 1956 pa je Nikita Hruščov odredil splošno amnestijo, ki je osvobodila večino zapornikov. Po različnih ocenah je število smrtnih žrtev na Kolimi od leta 1930 do sredine 1950. let od 250.000 do več kot milijon ljudi.

#### Uradniki Dalstroja
Dalstroj je bila agencija, ustanovljena za upravljanje izkoriščanja Kolime, ki je temeljila predvsem na prisilnem delu.  
Po besedah azerbajdžanskega zapornika Ajuba Bakirova je bila: "Celotna uprava Dalstroja - gospodarska, upravna, fizična in politična - v rokah ene same osebe, ki je imela številne pravice in privilegije".
Uradniki, odgovorni za Dalstroj, se pravi za kolimska taborišča, so bili: 
- Eduard Petrovič Berzin (1932–1937)
- Karp Aleksandrovič Pavlov (1937–1939)
- Ivan Fjodorovič Nikišev (1940–1948)
- Ivan Grigorevič Petrenko (1948–1950)
- I.L. Mitrakov (od 1950 do 18. marca 1953, ko je Dalstroj prevzelo Ministrstvo za metalurgijo)[12]

#### Koledar zgodovinskih dogodkov
- 1928–1929: v porečju Kolime so bili odprti prvi rudniki zlata; začetek rednega rudarjenja
- 13. november 1931: ustanovitev Dalstroja
- 4. februar 1932: Eduard Berzin, upravnik Dalstroja, pride v Kolimo s prvimi desetimi zaporniki
- 1934: število zapornikov naraste na 30.000
- 1937: število zapornikov naraste na več kot 70.000; izkopano je 51.500 kg zlata
- junij 1937: Stalin graja kolimske poveljnike zaradi njihove neupravičene popustljivosti do jetnikov
- december 1937: Berzin je obtožen vohunjenja in nato sojen in avgusta 1938 ustreljen
- 4. marec 1938: Dalstroj preide pod jurisdikcijo notranjega ministrstva NKVD
- december 1938: Osip Mandelstam, eminentni ruski pesnik, umre med vožnjo v Kolimo
- 1939: število zappornikov zraste na 138.200
- 11. oktober 1939: poveljnika Pavlov (Dalstroj) in Stepan Garanin (Sevvostlag) sta bila odpuščena s svojih položajev; Garanin je bil kasneje ustreljen

- 1941: število zapornikov naraste na 190.000; zaposlenih je tudi 3.700 Dalstrojevih pogodbenih delavcev
- 23. maj 1944: podpredsednik ZDA Henry A. Wallace pride kot gost NKVD na 25-dnevno turnejo v Magadan, Kolimo in na ruski Daljniu vzhod; med zaporniki je tudi polkovnik Stepan Garanin, nekdanji šef kolimskih taborišč
- oktober 1945: v Magadanu je ustanovljeno taborišče za japonske vojne ujetnike
- 1952: število zapornikov se povzpne na 199.726, njaveč v zgodovini kolimskih taborišč
- maj 1952: Sevvoslag je razpuščen, Dalstroj pa reorganiziran v Glavni odbor za delovna taborišča
- marec 1953: po Stalinovi smrti je Dalstroj prešel v pristojnost Ministrstva za metalurgijo, taboriščne enote pa v pristojnost sovjetskega Ministrstva za pravosodje
- september 1953: taboriščne enote Dalstroja prevzel novoustanovljeni upravni odbor Severovzhodnih popravnih delovnih taborišč; oster taboriščni režim se postopoma omili
- 1953–1956: obdobje množičnih amnestij in izpustitev večine političnih zapornikov; začenja se zapiranje nekaterih taborišč
- 1957: Dalstroj je likvidiran; veliko nekdanji zapornikov nadaljuje delo v rudnikih kot svobodni državljani; posamezni zaporniki so prihajali v Kolimo najmanj so zgodnjih 1970. let

### Razvoj po Dalstroju
Podrobnosti o razvoju dogodkov po uradnem zaprtju taborišč se objavljajo na spletni strani Čukotskega avtonomnega okrožja. Leta 1953 je bila ustanovljena Magadanska oblast (regija). Dalstroj je prešel v pristojnost Ministrstva za metalurgijo in kasneje Ministrstva za barvno metalurgijo. 

#### Industrijski in gospodarski razvoj
Industrijsko pridobivanje zlata se je začelo leta 1958, kar je privedlo do razvoja rudarskih naselij, industrijskih podjetij, elektrarn, jezov za hidroelektrarne, daljnovodov in izboljšanih cest. Do leta 1960 je prebivalstvo regije preseglo 100.000. Z razpustitvijo Dalstroja so Sovjeti sprejeli novo politiko zaposlovanja. Zaporniško delo je bilo še vedno pomembno, vendar so ga opravljali predvsem kriminalci in ne politični zaporniki. Nova delovna sila je bila prostovoljno novačena iz vseh sovjetskih narodnosti. Mlade moške in ženske so zvabili v obmejno deželo Kolimo z obljubo visokega zaslužka in boljšega življenja, mnogi pa so se kasneje odločili za povratek. Zaradi liberalnih sovjetskih politik konec 80. in v 90. letih prejšnjega stoletja je trpela blaginja regije in število prebivalcev se je drastično zmanjšalo - v Magadanu za 40%.

#### Zadnji politični zaporniki
Dalstroja in taborišč niso popolnoma zaprli. Kolimska oblast, ki je bila reorganizirana v letih 1958/1959 (31. december 1958), se je dokončno ukinila leta 1968, vendar se rudarske dejavnosti niso ustavile. Pravzaprav vse vladne strukture še danes obstajajo pod okriljem Ministrstva za naravne vire. V nekaterih primerih so isti posamezniki vsa leta ostali na svojih položajih tudi v novem režimu. Politični zaporniki so se z leti osvobajali,  vendar so bili zadnji zaporniki iz Kolime izpuščeni šele po daljnosežnih reformah Borisa Jelcina v 90. letih prejšnjega stoletja. Zdi se, da je bil eden zadnjih političnih zapornikov visokega profila, ki so ga poslali na Kolimo, ruski pisatelj Andrej Amalrik. Amalrik je leta 1970  izdal dve knjigi: Ali bo Sovjetska zveza preživela do leta 1984? in Neprostovoljno potovanje v Sibirijo in bil zato novembra 1970 aretiran zaradi obrekovanja sovjetske države in obsojen na težko delo, očitno v Kolimi. Tam je ostal skoraj pet let.

## Ocene števila žrtev
Količina trdnih dokazov v zvezi s Kolimo je izjemno omejena. Na žalost ni zanesljivih dokumentov o skupnem številu žrtev stalinizma. Vse številke so zgolj ocene. Ruski zgodovinar Edvard Radzinsky v svoji knjigi Stalin (1996) pojasnjuje, da je Stalin ob sistematičnem uničevanju svojih soborcev "... takoj zabrisal vsako sled in osebno vodil nenehno in neizprosno čiščenje arhivov". Ta praksa se je nadaljevala tudi po diktatorjevi smrti. 
V poročilu o obisku Harryja Wuja v Magadanu leta 1999 se omenjajo prizadevanja  magadanskega odvetnika Aleksandra Birjukova, da bi dokumentiral dogajanja. Sestavil naj bi knjigo, v kateri je navedel imena 11.000 ljudi, ki jih  NKVD dokumentirano ustrelil v taboriščih v Kolimi. Birjukov, čigar oče je bil v času njegovega rojstva v gulagu, je začel raziskovati tudi lokacije grobov in bil prepričan, da so nekatera trupla v permafrostu še vedno vsaj delno ohranjena.  
Števila žrtev, umrlih v Kolimi je nemogoče zagotoviti. Robert Conquest, avtor knjige Veliki teror (The Great Terror), priznava, da je bila njegova prvotna ocena treh milijonih žrtev veliko previsoka. Matthew White v svojem članku Število smrtnih žrtev za megasmrti, ki jih je povzročil človek 20. stoletja (Death Tolls for the Man-made Megadeaths of the 20th Century) ocenjuje število umrlih na 500.000. V Stalinovih suženjskih ladjah se je Martin Bollinger lotil natančne analize števila ujetnikov, ki bi jih lahko z ladjami prepeljali v Magadan med letoma 1932 in 1953. Število je ocenil na približno 900.000, letno umrljivost pa na 27 %. Njegove številke so bistveno nižje od prejšnjih ocen, vendar ne dokončne. Norman Polmar v svoji recenziji Bollingerjeve knjige omenja 130.000 žrtev, umrlih v Kolimi. Kot poroča Bollinger v svoji knjigi, je ocena 3.000.000 izvirala iz podatkov CIA v 50. letih 20. stoletja in se zdi, da je napačna.